# Villanueva (Cangas de Onís)
Villanueva es una parroquia del concejo de Cangas de Onís, en el Principado de Asturias.

## Entidades de población
La parroquia cuenta con las siguientes entidades de población (entre paréntesis la toponimia asturiana oficial en asturiano y la población según el Instituto Nacional de Estadística y la Sociedad Asturiana de Estudios Económicos e Industriales):
- Las Rozas, lugar (Les Roces)
- Villanueva, lugar

## La Bolera
La Bolera es una de las zonas de Villanueva más empleadas en el juego de los niños. Toma su nombre del antiguo espacio que se utilizaba para la modalidad comarcal del juego asturiano de los bolos, conocida como "cuatreada".

## Población
En 2020 contaba con una población de 179 habitantes (INE, 2020) repartidos en un total de 97 viviendas (INE, 2010).